# Your Own Special Way
Your Own Special Way (deutsch Dein eigener besonderer Weg) ist ein Lied der britischen Band Genesis und wurde von Mike Rutherford geschrieben. Es wurde am 27. Dezember 1976 auf dem Album Wind & Wuthering veröffentlicht und am 18. Februar 1977 als einzige Single des Albums ausgekoppelt.

## Text und Inhalt
Die Ballade ist ein Liebeslied. Sie beginnt mit der Strophe im 3/4-Takt. Refrain und die instrumentale Bridge sind im 4/4-Takt. Im ersten Refrain und ab dem zweiten Refrain spielt Tony Banks ein Fender Rhodes, das er sonst kaum einsetze.  
Mike Rutherford sagte:

„Ein netter Song… Wir dachten, dass diese Band vielleicht etwas machen könnte, das im Radio gespielt werden würde, abgesehen von den langen Songs... Your Own Special Way, ein Liebeslied an [meine Frau] Angie, hatte einen einfachen, geradlinigen Text und war eine Art emotionaler Durchbruch für mich.“

Tony Banks meinte zum Song:

„Es war ein Song, der zusammenfiel. Er enthielt drei von Mikes Stücken, die wir auf diese besondere Weise zusammengefügt haben. Es gibt drei verschiedene zeitliche Entstehungen. Ich denke, man hätte es auch anders besser machen können. Der erste Teil ist schön, aber ich hatte immer das Gefühl, dass die Verbindung zwischen Strophe und Refrain nicht ganz stimmig war.“

## Live- und Coverversionen
Auf der We Can Dance Tour 1992 wurde das Lied vorübergehend wieder von Genesis gespielt.
Coverversionen veröffentlichten 1997 Steve Hackett (auf seinem Album Watcher of the Skies: Genesis Revisited) und 1998 John Wetton (auf dem Tribute-Album englisch The Fox Lies Down).

## Besetzung
- Tony Banks – Synthesizer, E-Piano
- Phil Collins – Schlagzeug, Perkussion, Gesang
- Steve Hackett – Gitarre
- Mike Rutherford – Gitarre, Bass

## Rezeption
François Couture rezensierte auf Allmusic:

„Zusammen mit "In That Quiet Earth" erreichte es in den USA die Charts und wurde nach I Know What I Like (In Your Wardrobe) der zweite kleine Hit der Band. Der erste Solosong von Mike Rutherford war zu dieser Zeit kein typisches Genesis-Material, obwohl er die Richtung andeutete, die die Band innerhalb von drei oder vier Jahren einschlagen würde. Your Own Special Way, eine Ballade im 3/4-Takt, ist ein einfaches Liebeslied mit Country-Anklängen und einer in der Mitte eingefügten Instrumentalbrücke, als ob der Komponist den Song für nicht progressiv genug hielt (die Single-Bearbeitung ließ die Brücke weg, um bessere Ergebnisse zu erzielen). Der Song kam direkt nach dem hochkomplexen One for the Vine auf die Platte und wirkte wie ein Gegensatz. Der Song wurde 1977 von den Fans nicht sonderlich geschätzt und nur ein paar Mal auf der Wind and Wuthering Tour live gespielt.“

Der Genesis-Fanclub schrieb:

„Im folgenden Song Your Own Special Way versuchte die Band wohl einen Gegenpol zum melancholischen, anspruchsvollen One For The Vine zu schaffen. Es ist eine vergleichsweise leichtfüßige Komposition mit Ohrwurmcharakter, und so verwundert es nicht dass Your Own Special Way die einzige Singleauskopplung des Albums war. Der Erfolg war zwar mäßig, aber man ahnt erstmalig, dass diese Band fähig ist in den Mainstream einzudringen, und große kommerzielle Hits zu schreiben. Auf Wind & Wuthering kann man sehr schön den Kompositionsstil der einzelnen Mitglieder erkennen, und Your Own Special Way zeigt deutlich Mike Rutherfords Handschrift. Viele Fans lehnen den Song ab, da er insgesamt doch sehr schwülstig klingt.“

## Chartplatzierungen
| ChartsChartplatzierungen       | Höchstplatzierung | Wochen |
| ------------------------------ | ----------------- | ------ |
| Vereinigtes Königreich (OCC)   | 43 (3 Wo.)        | 3      |
| Vereinigte Staaten (Billboard) | 62 (5 Wo.)        | 5      |